# Iten
Iten – miasto w Kenii, stolica hrabstwa Elgeyo-Marakwet. W 2019 liczyło 12,6 tys. mieszkańców.
Znajduje się tam główna baza treningowa kenijskich biegaczy długodystansowych.